# Centraal station
Een centraal station is meestal het belangrijkste spoorwegstation van een stad. Veelal komen er verschillende spoorlijnen op uit, zodat reizigers vanuit of naar verschillende richtingen er kunnen in-, uit- of overstappen.

## Naamgeving

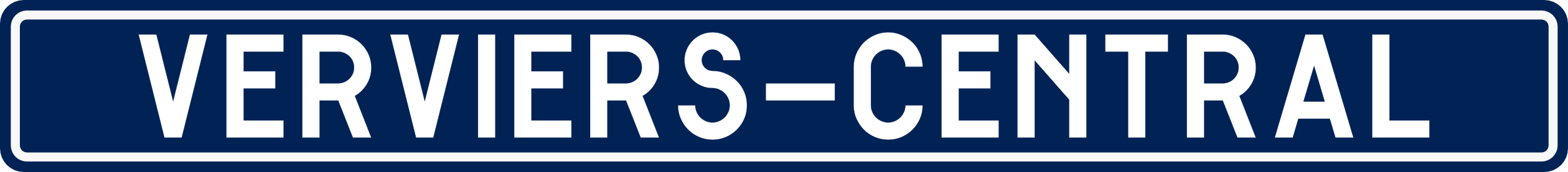
Een plaatsnaambord van Verviers-Centraal, met streepje

In België en Nederland heeft een centraal station een naam met het achtervoegsel "-Centraal" achter de plaatsnaam (in België altijd met een streepje, in Nederland na een spatie). Niet veel stations hebben dit achtervoegsel: in België zijn dit vier stations, in Nederland acht. In Nederland komt het achtervoegsel "-Centrum" ook voor. Zeven stations hebben deze benaming.
Ook in enkele andere landen wordt de term 'Centraal Station' of 'Centraal' gebruikt. In Noorwegen en Zweden heten deze stations respectievelijk Sentralstasjon en Centralstation. In Italië gebruikt men het achtervoegsel 'Centrale'. In andere landen wordt dan weer de term 'Hoofdstation' gebruikt, zoals in Denemarken (Hovedbanegård), Duitsland (Hauptbahnhof), Oostenrijk (Hauptbahnhof), Tsjechië (hlavní nádraží) en Zwitserland (Hauptbahnhof).

## Lijst van centraal stations
Dit overzicht is mogelijk incompleet; u kunt helpen door het uit te breiden.

### België

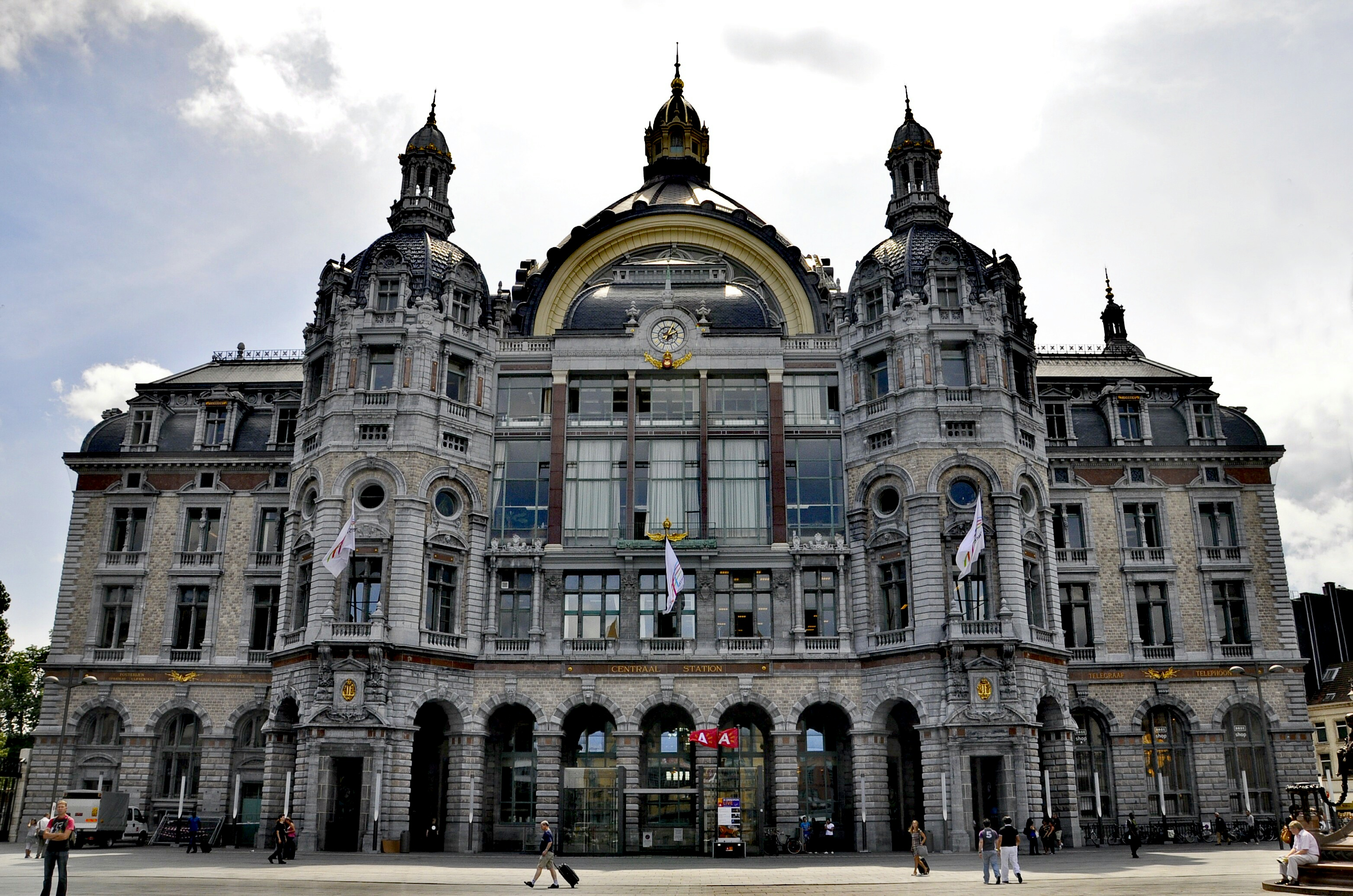
Station Antwerpen-Centraal

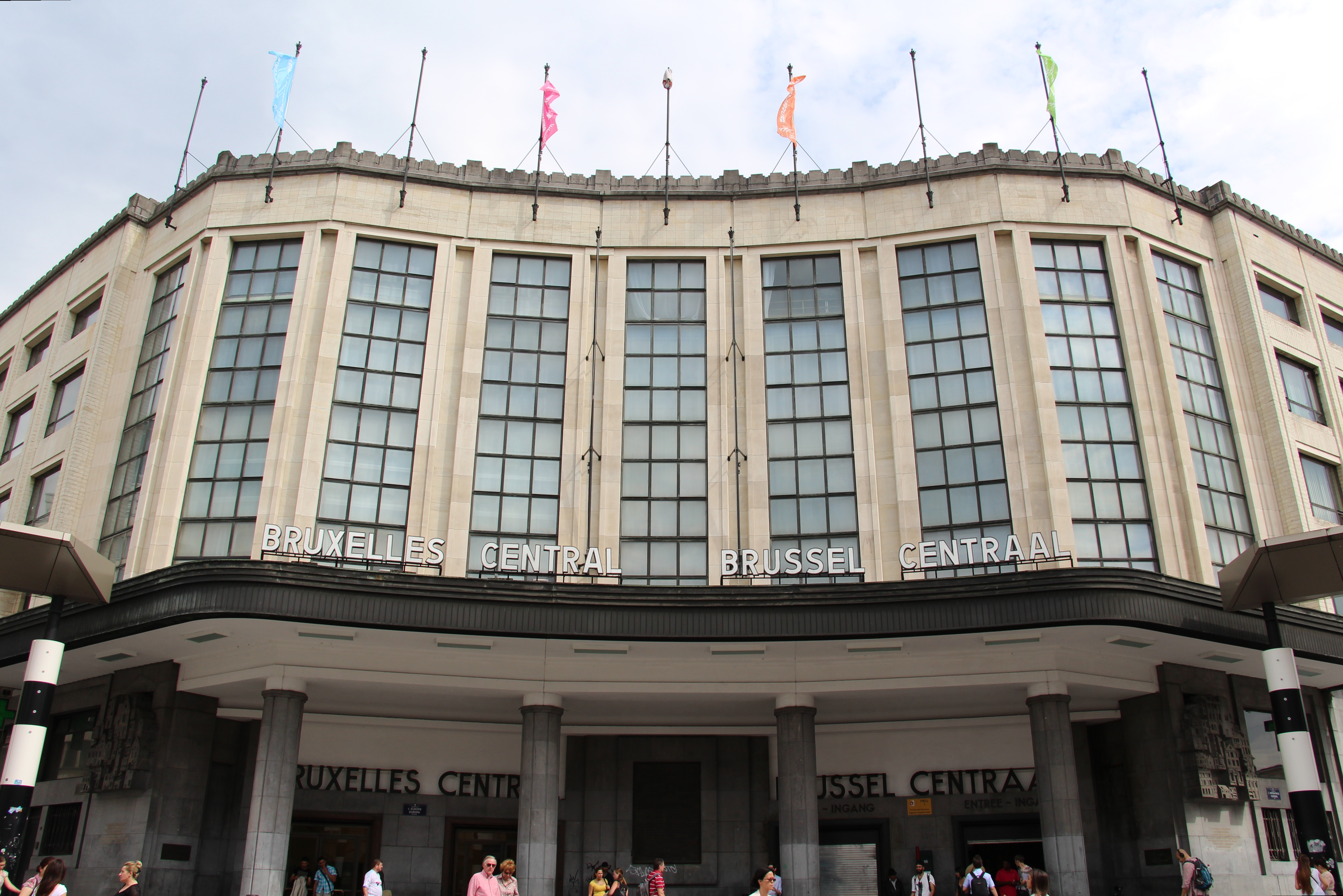
Station Brussel-Centraal

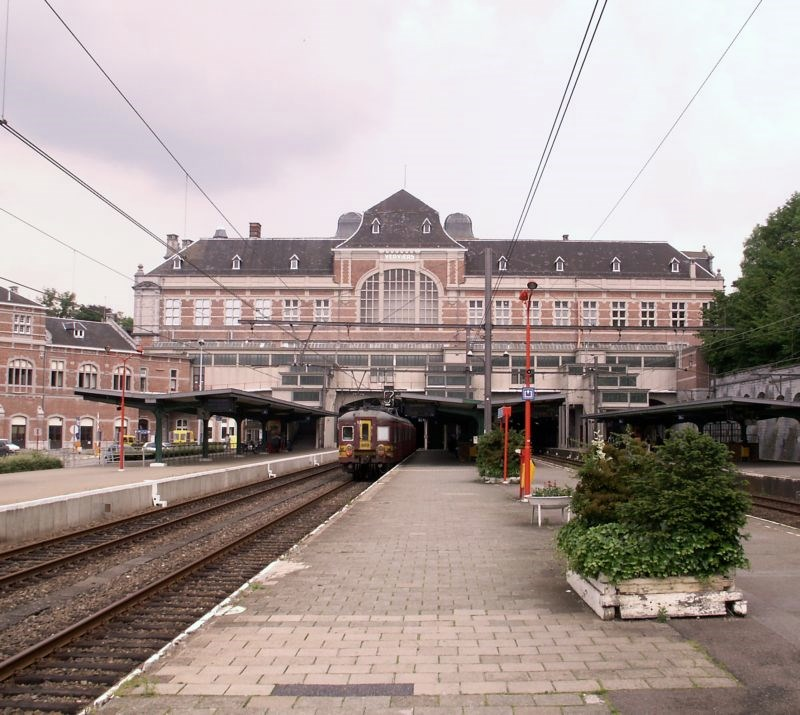
Station Verviers-Centraal

In België kent men vier centraal stations: 
- Antwerpen-Centraal (sinds 1905)
- Brussel-Centraal (sinds 1952)
- Charleroi-Centraal (sinds 2022)[1]
- Verviers-Centraal (sinds 1930)

Niet alle grote stations krijgen in België het bijvoegsel "-Centraal". Voorbeelden zijn de drukke stations Gent-Sint-Pieters, Brugge, Kortrijk, Leuven, Namen en Luik-Guillemins.
Antwerpen-Centraal is een voormalig kopstation waar alle treinen moesten keren. Sinds 2007 heeft het station veertien perronsporen waarvan vier op doorgaande sporen, dankzij de opening van een tunnel als onderdeel van de hogesnelheidsverbinding Schiphol-Antwerpen, in België ook wel HSL-Noord of HSL 4 genoemd .
Het centraal station van Brussel is bescheidener met zes perronsporen, maar na Brussel-Zuid het op één na drukste station in België met bijna 50.000 opstappende reizigers per weekdag. Jarenlang (tot 2013) was het zelfs het drukste. De perrons van dit station zijn ondergronds aangelegd in de ondertunneling van de Kunstberg op het traject tussen het Noordstation en het Zuidstation.
Het kleinste centraal station is dat van Verviers, met dagelijks zo'n 4.000 instappende reizigers.

### Bulgarije
Bulgarije heeft drie centrale stations:
- Plovdiv Centraal
- Roese Centraal
- Sofia Centraal

### Denemarken
Denemarken gebruikt de benaming Hovedbanegård (‘Hoofdstation’). Het land heeft twee centrale stations:
- Aarhus Hovedbanegård
- Københavns Hovedbanegård

### Duitsland

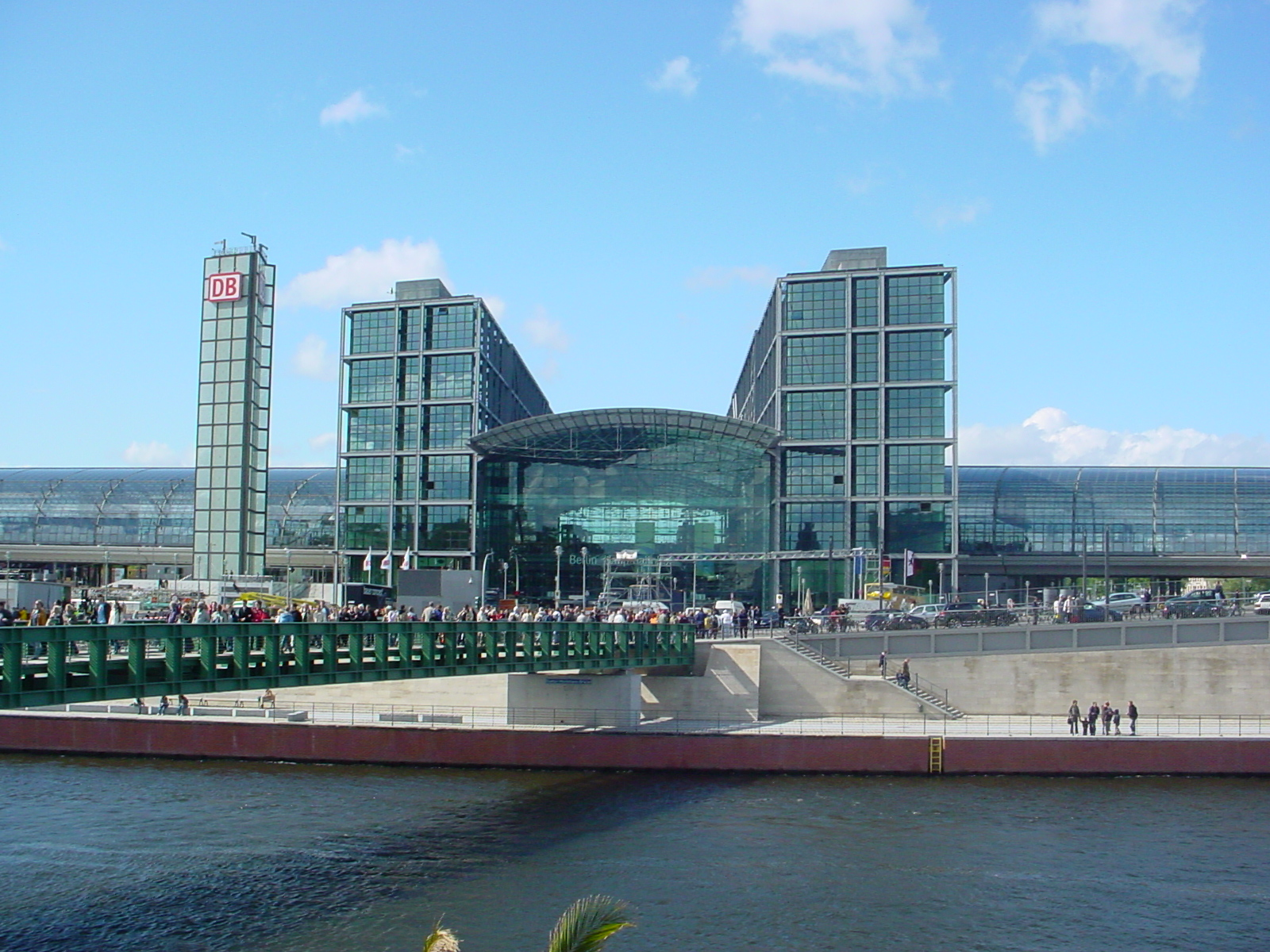
Berlin Hauptbahnhof

Duitsland heeft verschillende centrale stations. Hiervoor wordt meestal de term Hauptbahnhof (‘Hoofdstation’) gebruikt, afgekort Hbf. Het onderstaande is een selectie van centrale stations in categorieën één en twee:
- Aachen Hauptbahnhof
- Aschaffenburg Hauptbahnhof
- Augsburg Hauptbahnhof
- Berlin Hauptbahnhof
- Bielefeld Hauptbahnhof
- Bochum Hauptbahnhof
- Bonn Hauptbahnhof
- Braunschweig Hauptbahnhof
- Bremen Hauptbahnhof
- Chemnitz Hauptbahnhof
- Darmstadt Hauptbahnhof
- Dortmund Hauptbahnhof
- Dresden Hauptbahnhof
- Düsseldorf Hauptbahnhof
- Duisburg Hauptbahnhof
- Erfurt Hauptbahnhof
- Essen Hauptbahnhof
- Frankfurt (Main) Hauptbahnhof
- Freiburg (Breisgau) Hauptbahnhof
- Fürth (Bayern) Hauptbahnhof
- Gelsenkirchen Hauptbahnhof
- Gevelsberg Hauptbahnhof
- Hagen Hauptbahnhof
- Halle (Saale) Hauptbahnhof
- Hamburg Hauptbahnhof
- Hamm (Westf) Hauptbahnhof
- Hanau Hauptbahnhof
- Hannover Hauptbahnhof
- Heidelberg Hauptbahnhof
- Heilbronn Hauptbahnhof
- Hildesheim Hauptbahnhof
- Kaiserslautern Hauptbahnhof
- Karlsruhe Hauptbahnhof
- Kassel Hauptbahnhof
- Kiel Hauptbahnhof
- Koblenz Hauptbahnhof
- Köln Hauptbahnhof
- Krefeld Hauptbahnhof
- Leipzig Hauptbahnhof
- Lübeck Hauptbahnhof
- Ludwigshafen (Rhein) Hauptbahnhof
- Magdeburg Hauptbahnhof
- Mainz Hauptbahnhof
- Mannheim Hauptbahnhof
- Mönchengladbach Hauptbahnhof
- Mülheim (Ruhr) Hauptbahnhof
- München Hauptbahnhof
- Münster (Westf) Hauptbahnhof
- Neuss Hauptbahnhof
- Neustadt (Weinstr) Hauptbahnhof
- Nürnberg Hauptbahnhof
- Oberhausen Hauptbahnhof
- Oldenburg (Oldb) Hauptbahnhof
- Osnabrück Hauptbahnhof
- Potsdam Hauptbahnhof
- Regensburg Hauptbahnhof
- Rheydt Hauptbahnhof
- Rostock Hauptbahnhof
- Saarbrücken Hauptbahnhof
- Solingen Hauptbahnhof
- Stendal Hauptbahnhof
- Stuttgart Hauptbahnhof
- Trier Hauptbahnhof
- Tübingen Hauptbahnhof
- Ulm Hauptbahnhof
- Wiesbaden Hauptbahnhof
- Wolfsburg Hauptbahnhof
- Worms Hauptbahnhof
- Wuppertal Hauptbahnhof
- Würzburg Hauptbahnhof

### Finland

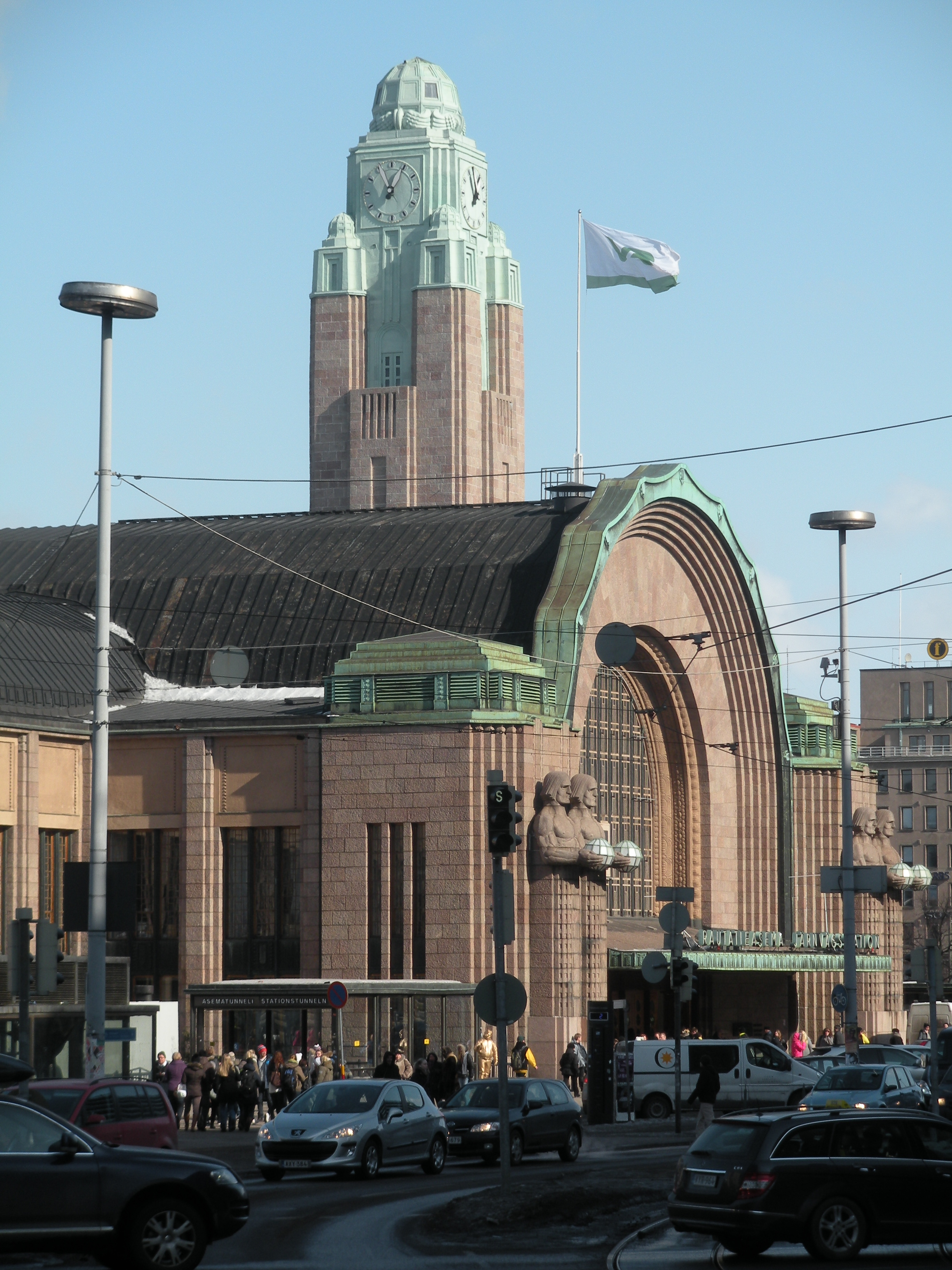
Helsinki Centraal

Finland telt twee centrale stations:
- Helsinki Centraal
- Turku Centraal

### Italië
Italië heeft 21 centrale stations:
- Agrigento Centrale
- Bari Centrale
- Barletta Centrale
- Bologna Centrale
- Catania Centrale
- Gorizia Centrale
- La Spezia Centrale
- Lamezia Centrale
- Livorno Centrale
- Messina Centrale
- Milano Centrale
- Napoli Centrale
- Palermo Centrale
- Pescare Centrale
- Pisa Centrale
- Prato Centrale
- Reggio Centrale
- Tarvisio Centrale
- Torre Annuziata Centrale
- Trieste Centrale
- Treviso Centrale

### Nederland

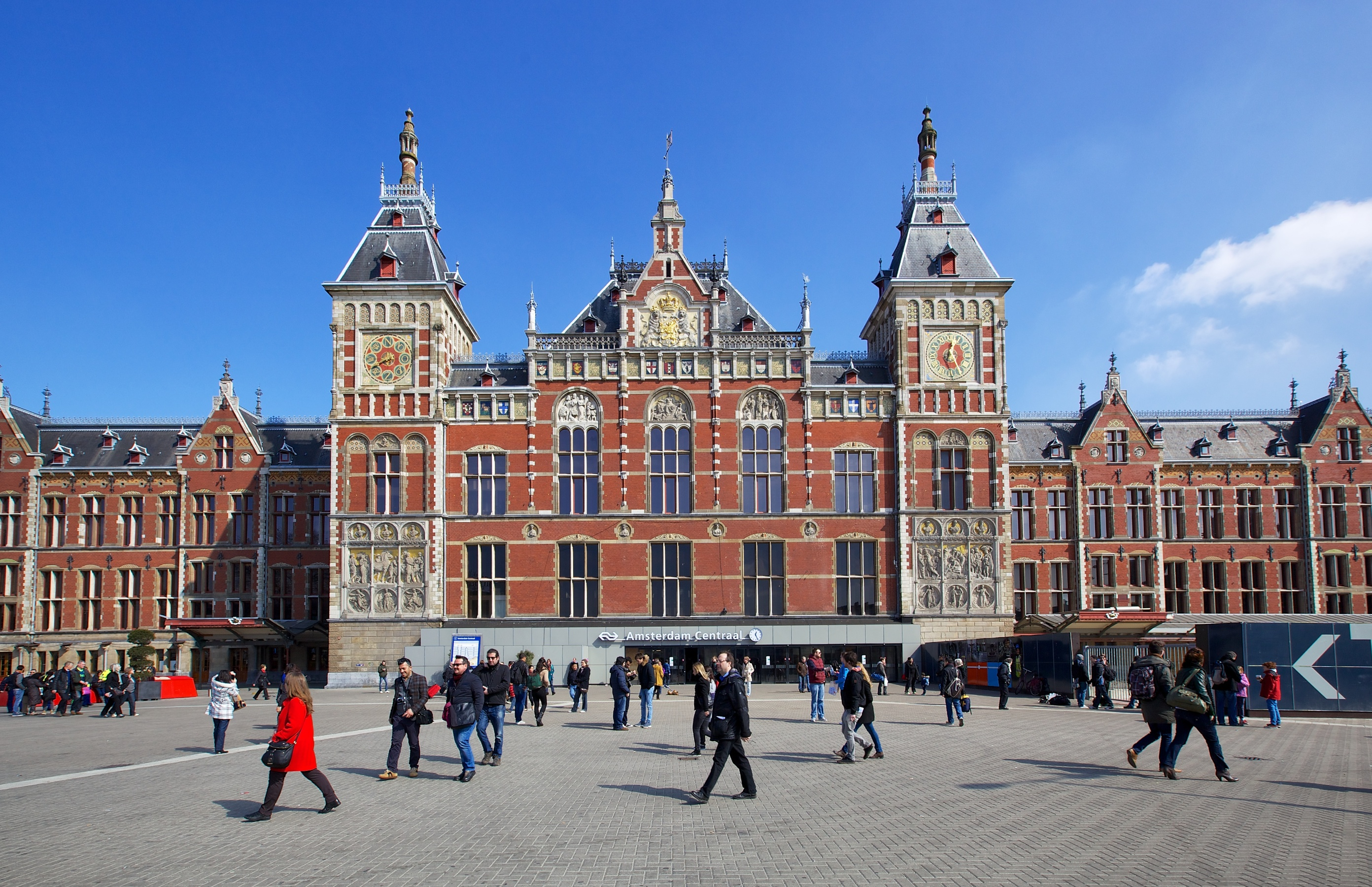
Station Amsterdam Centraal

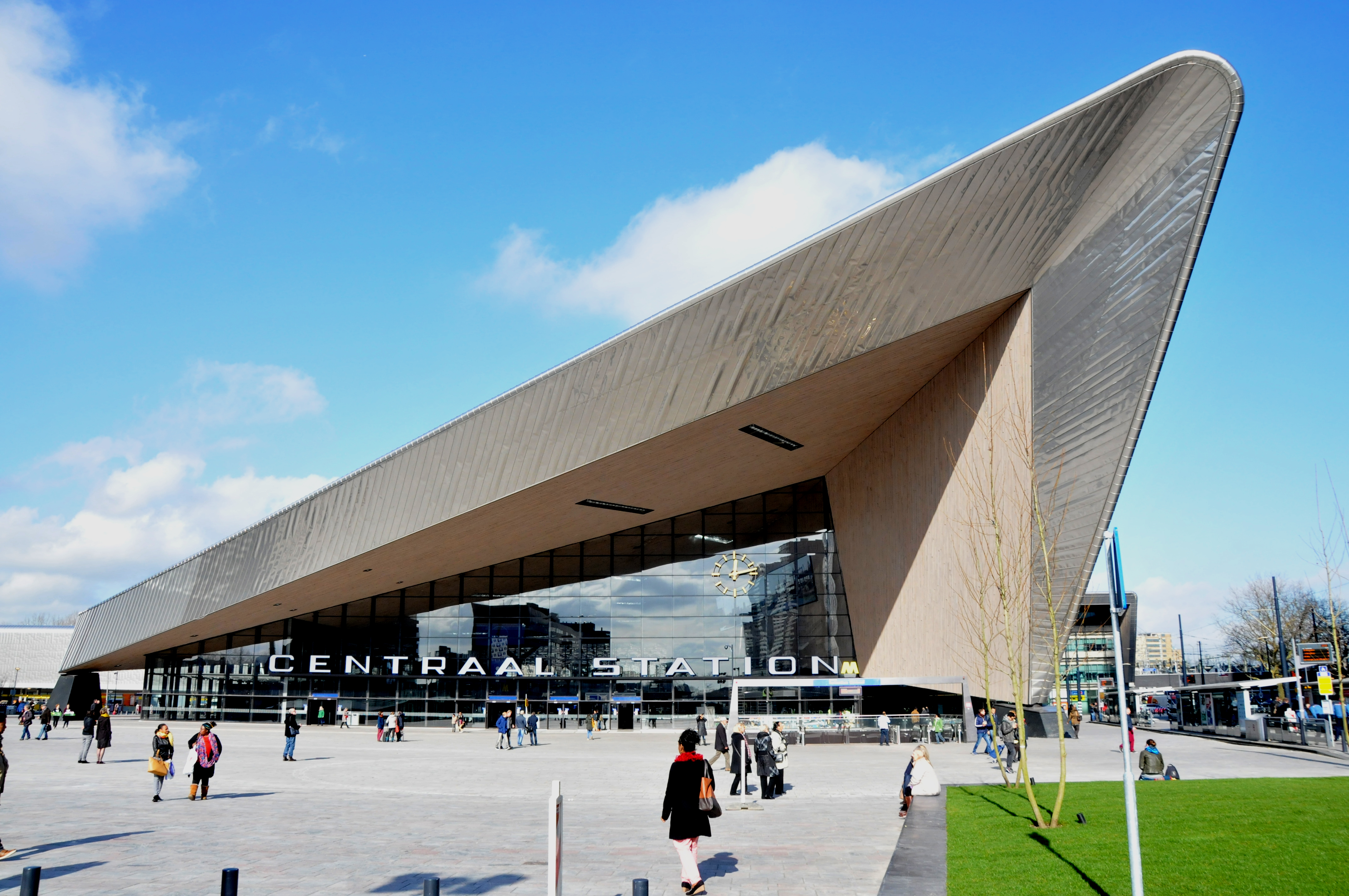
Station Rotterdam Centraal

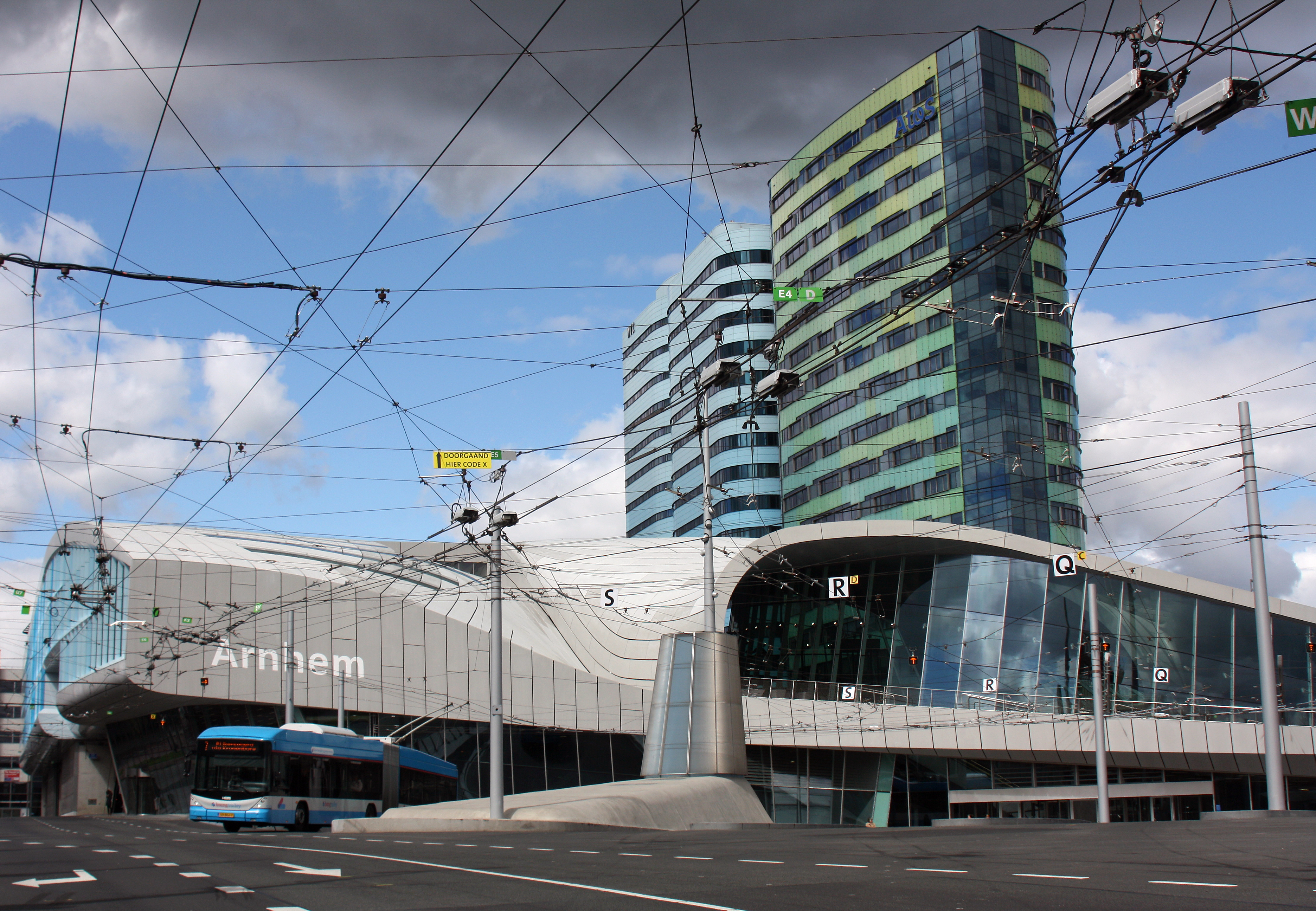
Station Arnhem Centraal

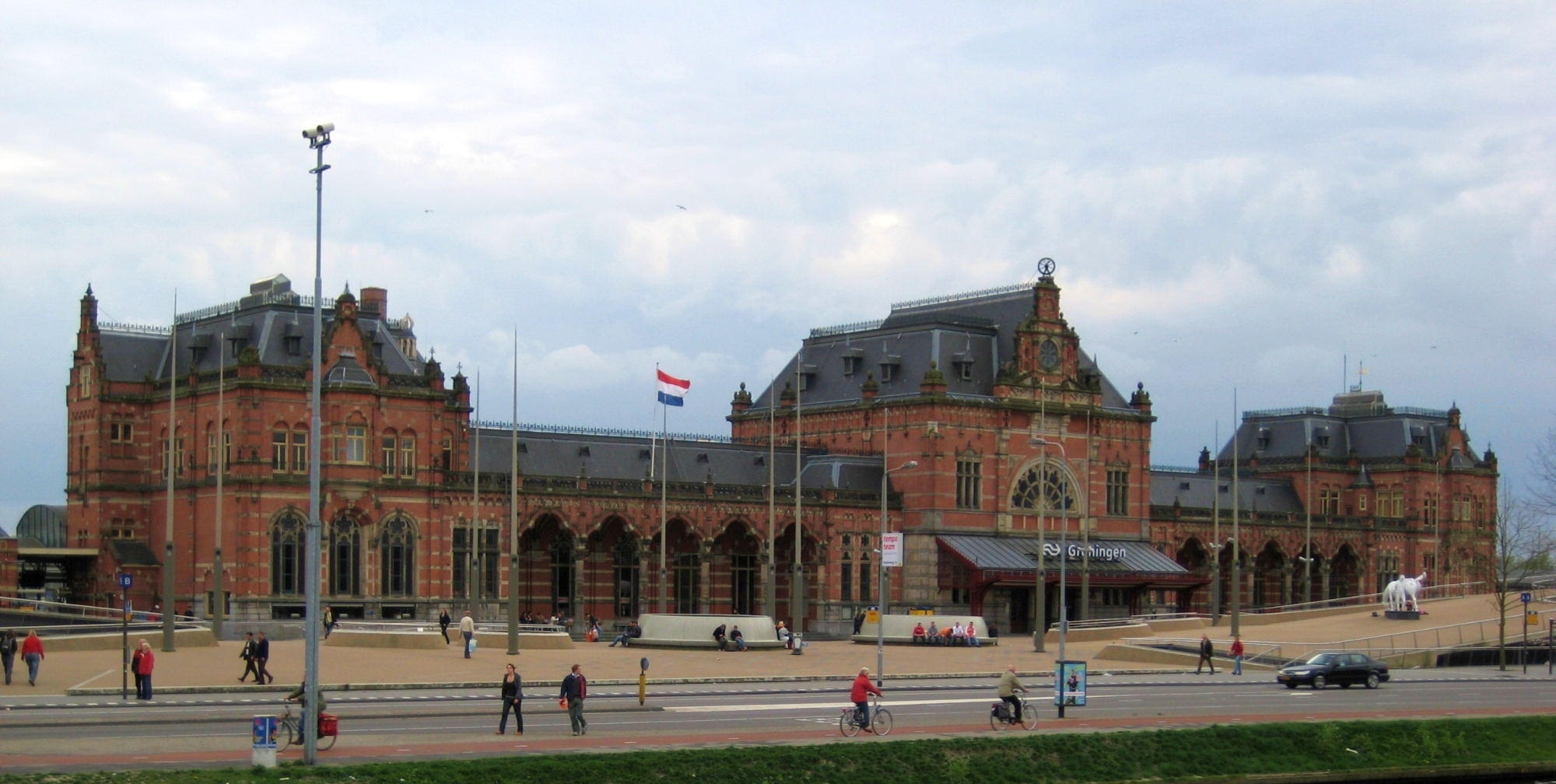
Hoofdstation Groningen

Nederland telt acht centrale stations:
- Amersfoort Centraal (sinds 2019)
- Amsterdam Centraal (sinds 1889)
- Arnhem Centraal (sinds 2015)
- Den Haag Centraal (sinds 1975)
- Eindhoven Centraal (sinds 2019)
- Leiden Centraal (sinds 1997)
- Rotterdam Centraal (sinds 1954)
- Utrecht Centraal (sinds 1909)

Daarnaast heeft Nederland nog zeven stations met de benaming 'Centrum':
- Almere Centrum
- Barneveld Centrum
- Ede Centrum
- Kerkrade Centrum
- Lelystad Centrum
- Schiedam Centrum
- Veenendaal Centrum

#### Geschiedenis
Amsterdam kreeg in 1889 een centraal station, Utrecht in 1909, Rotterdam in 1954 (al werd voor die tijd station Rotterdam Delftsche Poort ook wel 'centraal station' genoemd) en Den Haag in 1975.  De term centraal station (in de twintigste eeuw vaak afgekort tot CS) is door de spoorwegen in het verleden gereserveerd voor die stations waar voordien de onpraktische situatie bestond dat een stad werd bediend door meerdere stations. 
In 1987 werd voor het eerst van dit principe afgeweken bij de opening van Almere CS aan een doorgaande lijn, die toen alleen richting Amsterdam werd bediend. Hier drukten de letters 'CS' de ambitie van de nieuwe stad Almere uit om tot de grote steden van Nederland te gaan behoren. Almere CS werd per 30 mei 1999 hernoemd in Almere Centrum.
Toen in 1997 in Leiden een nieuw station werd geopend claimde deze gemeente dat haar station, in reizigers gemeten het vijfde van Nederland, recht had op de aanduiding CS. NS heeft indertijd het beleid inzake naamgeving herzien: besloten werd alleen de stations met meer dan 40.000 in- en uitstappers per dag de aanduiding 'Centraal' te geven. Kleinere centraal in een stad gelegen stations zouden zo nodig de aanduiding 'Centrum' kunnen krijgen. Het station in Leiden kreeg in 1997 als eerste de aanduiding 'Centraal' en werd omgedoopt in station Leiden Centraal.
Op 29 mei 2000 kregen Amsterdam CS, Rotterdam CS, Den Haag CS en Utrecht CS de aanduiding 'Centraal' in plaats van CS.
Tijdens de officiële opening op 19 november 2015 kreeg station Arnhem als zesde station van Nederland de aanduiding 'Centraal'. Vanwege de aansluiting op de HSL is station Breda flink uitgebreid en het zou de naam 'Breda Centraal' krijgen. Een deel van de hogesnelheidstreinen stopt niet in Breda en de naam is bij de opening van het nieuwe station in september 2016 'Breda' gebleven.
Op 15 december 2019 kregen ook de stations Amersfoort en Eindhoven de aanduiding 'centraal'.
Er geldt volgens ProRail als regel dat een plaats minimaal 100.000 inwoners moet hebben, er minimaal 40.000 reizigers per dag van het station gebruikmaken, en er minimaal twee andere stations in die plaats aanwezig zijn én bereid zijn een deel van de kosten voor het hernoemen op zich te nemen.

#### Officieuze namen
Andere partijen, waaronder stads- en streekvervoer, volgen niet altijd de naamgeving van de spoorwegen. Voor hen is 'CS' vaak het belangrijkste station van een stad. Vaak wordt de voorkeur gegeven aan de aanduiding 'CS' boven 'Centraal', waarschijnlijk omdat het korter is en de S verwijst naar Station. Bovendien hoeft de aanduiding 'Centraal' in een stad niet op het station te duiden. Zo waren er al bussen met als eindbestemming 'Amersfoort CS' en stond er langs de A1 al een bord met Amersfoort Centraal voordat dit station in 2019 daadwerkelijk de toevoeging 'Centraal' kreeg. Op deze manier heeft 'centraal station' dezelfde betekenis als in het Duitse taalgebied aan Hauptbahnhof (afgekort Hbf) oftewel Hoofdstation, wat het belangrijkste station van een stad is en in die zin consequent wordt toegepast.
De aanduiding Hoofdstation is in Nederland nooit gebruikelijk geweest. Alleen in de grensstreek met Duitsland spreekt men soms van hoofdstation als het belangrijkste station van een stad wordt bedoeld, vooral in de stad Groningen waar station Groningen algemeen bekend is als het Hoofdstation. In het verleden bestond Stadskanaal Hoofdstation.

### Noorwegen

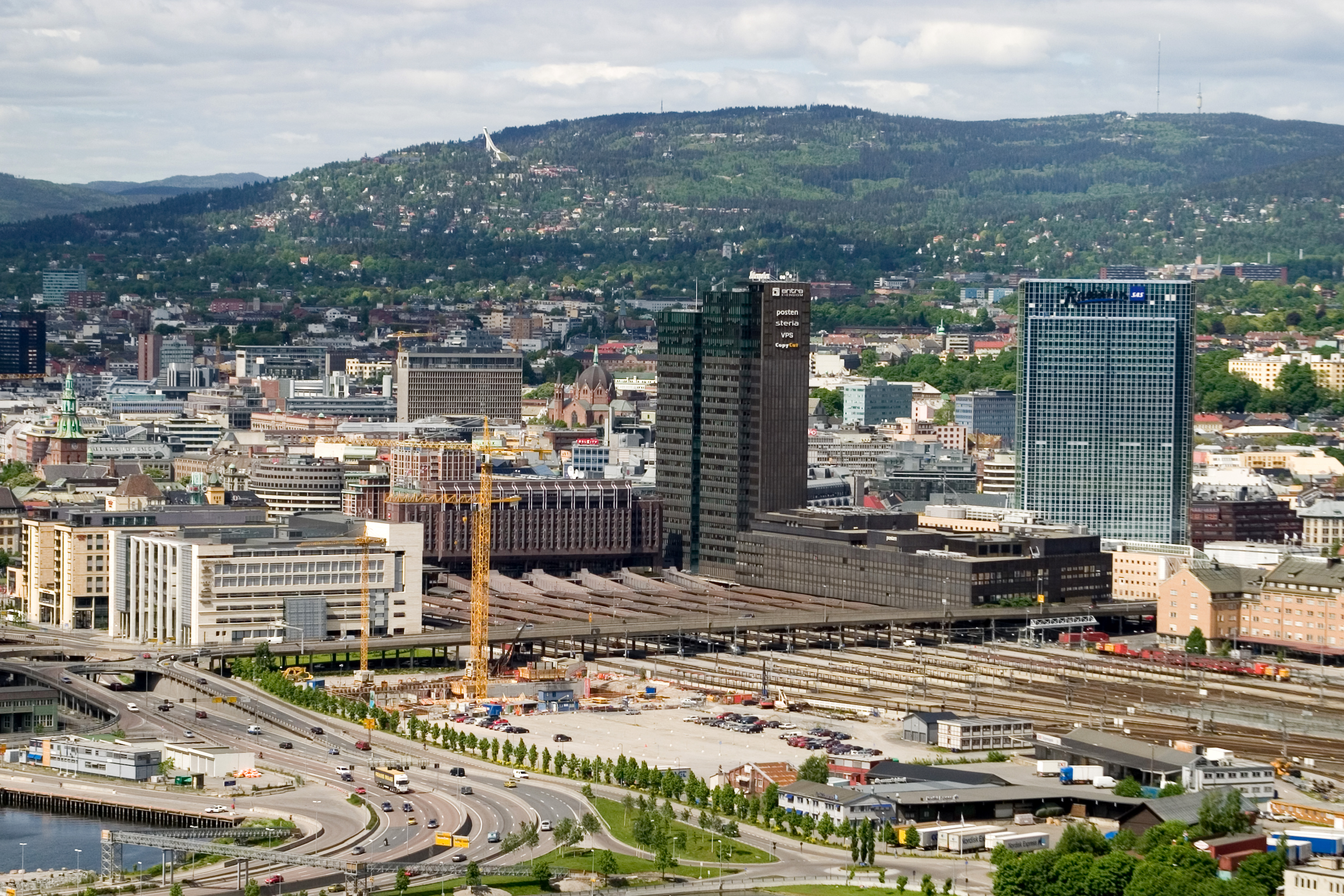
Oslo Centraal

Noorwegen heeft twee centrale stations:
- Oslo Centraal
- Trondheim Centraal

### Oostenrijk
Oostenrijk telt negen centrale stations:
- Graz Hauptbahnhof
- Innsbruck Hauptbahnhof
- Leoben Hauptbahnhof
- Linz Hauptbahnhof
- Salzburg Hauptbahnhof
- Sankt Pölten Hauptbahnhof
- Wels Hauptbahnhof
- Wien Hauptbahnhof
- Wörgl Hauptbahnhof

### Polen

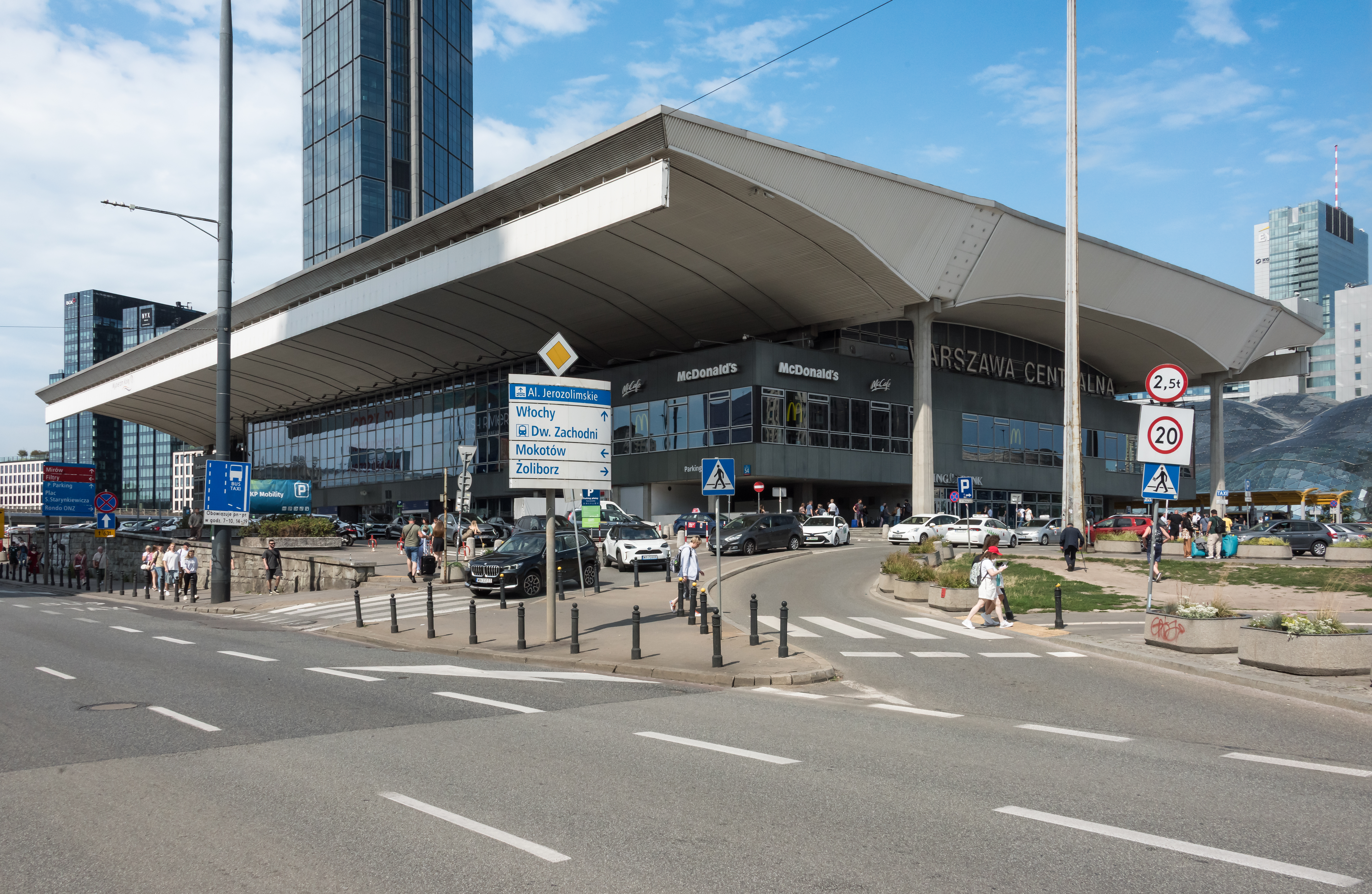
Warszawa Centralna

In Polen worden de meeste centrale stations Główna, Główne of Główny genoemd. Het centrale station van Warschau vormt een uitzondering op deze regel, het centrale station daar heet Warszawa Centralna.
- Bielsko-Biała Główna
- Bydgoszcz Główna
- Gdańsk Główny
- Gdynia Główna
- Iława Główna
- Kłodzko Główne
- Kraków Główny
- Łowicz Główny
- Lublin Główny
- Olsztyn Główny
- Opole Główne
- Piła Główna
- Podkowa Leśna Główna
- Poznań Główny
- Przemyśl Główny
- Radom Główny
- Rzeszów Główny
- Sosnowiec Główny
- Szczecin Główny
- Toruń Główny
- Wałbrzych Główny
- Wrocław Główny
- Zielona Góra Główna

### Slowakije
In Slowakije wordt de term "hlavná stanica" gebruikt. Alleen voor het centrale station van Bratislava, Bratislava hlavná stanica, wordt deze term gebruikt. Het station van Košice, Železničná stanica Košice, droeg voor een korte periode de naam "Košice hlavná stanica".

### Tsjechië

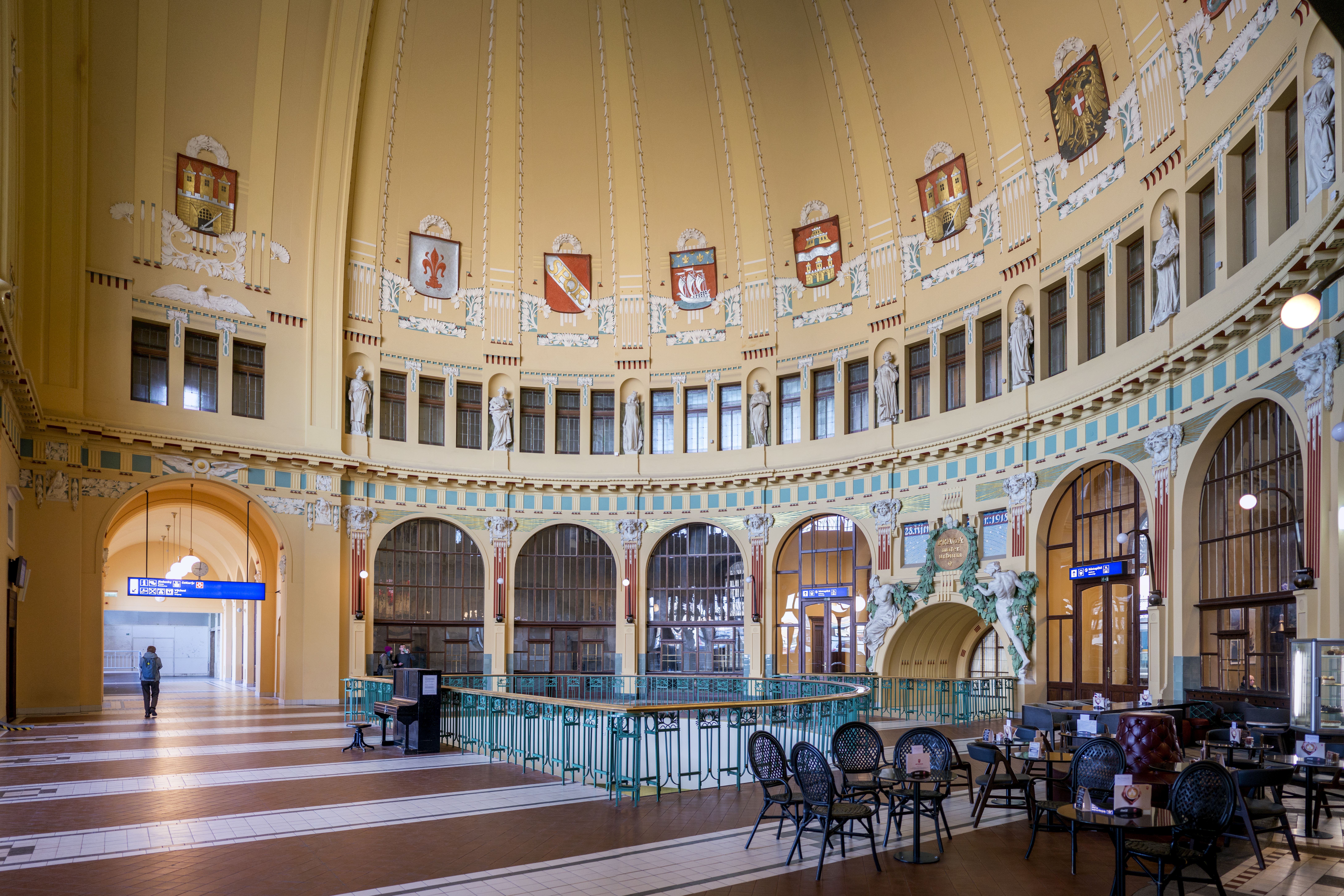
Praags centraal station; stationshal in art-nouveaustijl

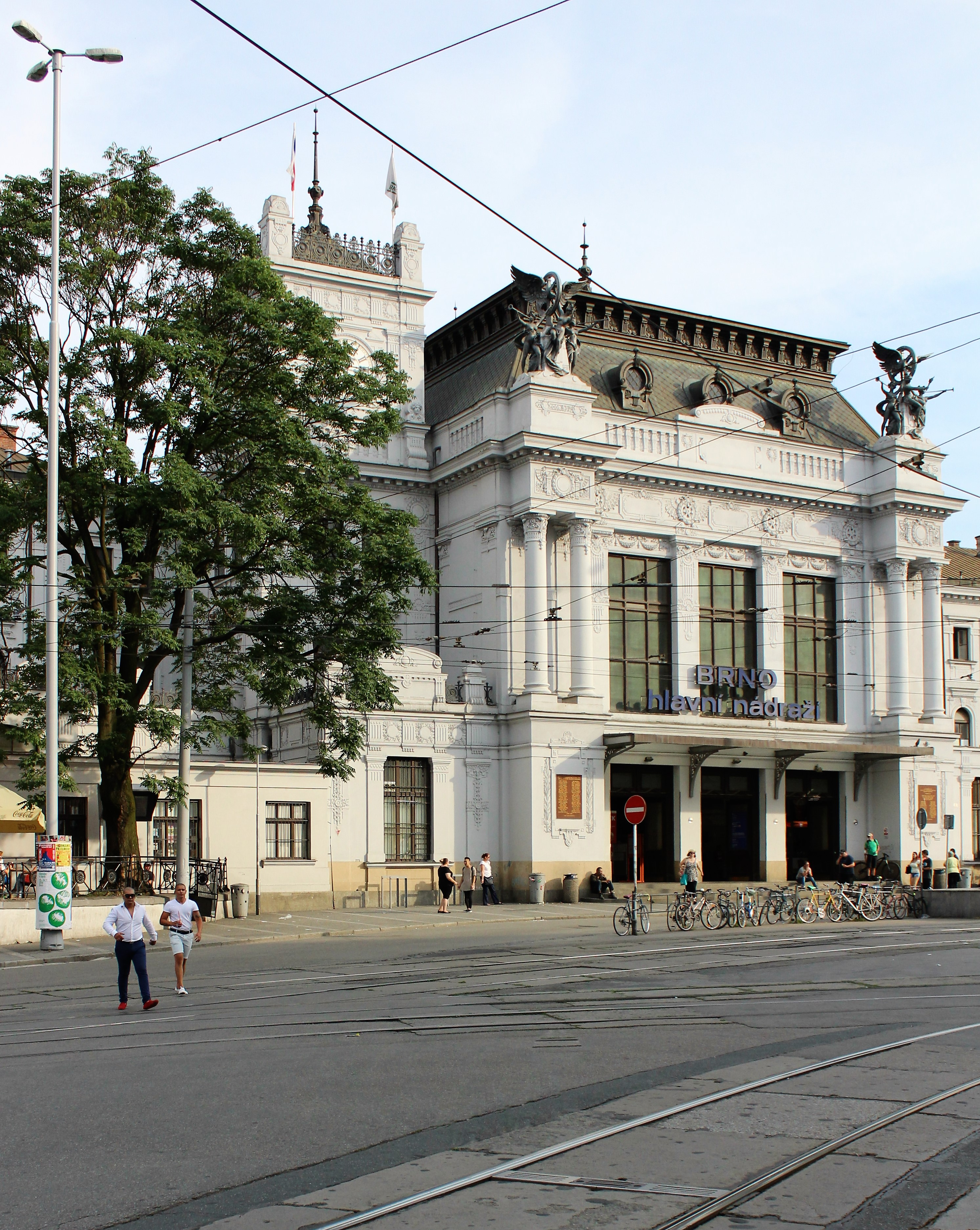
Brno hlavní nádraží

Een hlavní nádraží (Nederlands: 'hoofdstation', vaak afgekort tot hl.n.) is het belangrijkste station in een Tsjechische stad of plaats. Daar bevindt zich vaak een knooppunt van meerdere spoorlijnen waar vaak zowel internationaal als nationaal treinverkeer vertrekt. Het bekendste en grootste hlavní nádraží van Tsjechië is het station van Praag, waar naast regionale lijnen ook internationale lijnen vertrekken naar Duitsland, Polen, Slowakije, Oostenrijk, Hongarije, Zwitserland, Frankrijk, Nederland, Servië, Rusland, Oekraïne en Kroatië.
Tsjechië heeft zestien centrale stations:
- Brno hlavní nádraží
- Česká Lípa hlavní nádraží
- Děčín hlavní nádraží
- Hradec Králové hlavní nádraží
- Karviná hlavní nádraží
- Kutná Hora hlavní nádraží
- Mladá Boleslav hlavní nádraží
- Nymburk hlavní nádraží
- Olomouc hlavní nádraží
- Ostrava hlavní nádraží
- Pardubice hlavní nádraží
- Plzeň hlavní nádraží
- Praha hlavní nádraží
- Prostějov hlavní nádraží
- Trutnov hlavní nádraží
- Ústí nad Labem hlavní nádraží

Naast deze treinstations is er in Tsjechië een metrostation met de naam Hlavní nádraží, Metrostation Hlavní nádraží. Dit station bevindt zich onder treinstation Praag hlavní nádraží.

### Turkije
Turkije heeft zeven centrale stations:
- Adana Centraal
- Ankara Centraal
- Eskişehir Centraal
- Gaziantep Centraal
- Kars Centraal
- Kayseri Centraal
- Mersin Centraal

### Zweden
Zweden telt 22 centrale stations:
- Arlanda Centraal
- Göteborg Centraal
- Halmstad Centraal
- Hässleholm Centraal
- Helsingborg Centraal
- Jönköping Centraal
- Kalmar Centraal
- Karlskrona Centraal
- Karlstad Centraal
- Kristianstad Centraal
- Linköping Centraal
- Lund Centraal
- Malmö Centraal
- Norrköping Centraal
- Nässjö Centraal
- Örebro Centraal
- Östersund Centraal
- Södertälje Centraal
- Stockholm Centraal
- Umeå Centraal
- Uppsala Centraal
- Västerås Centraal

### Zwitserland

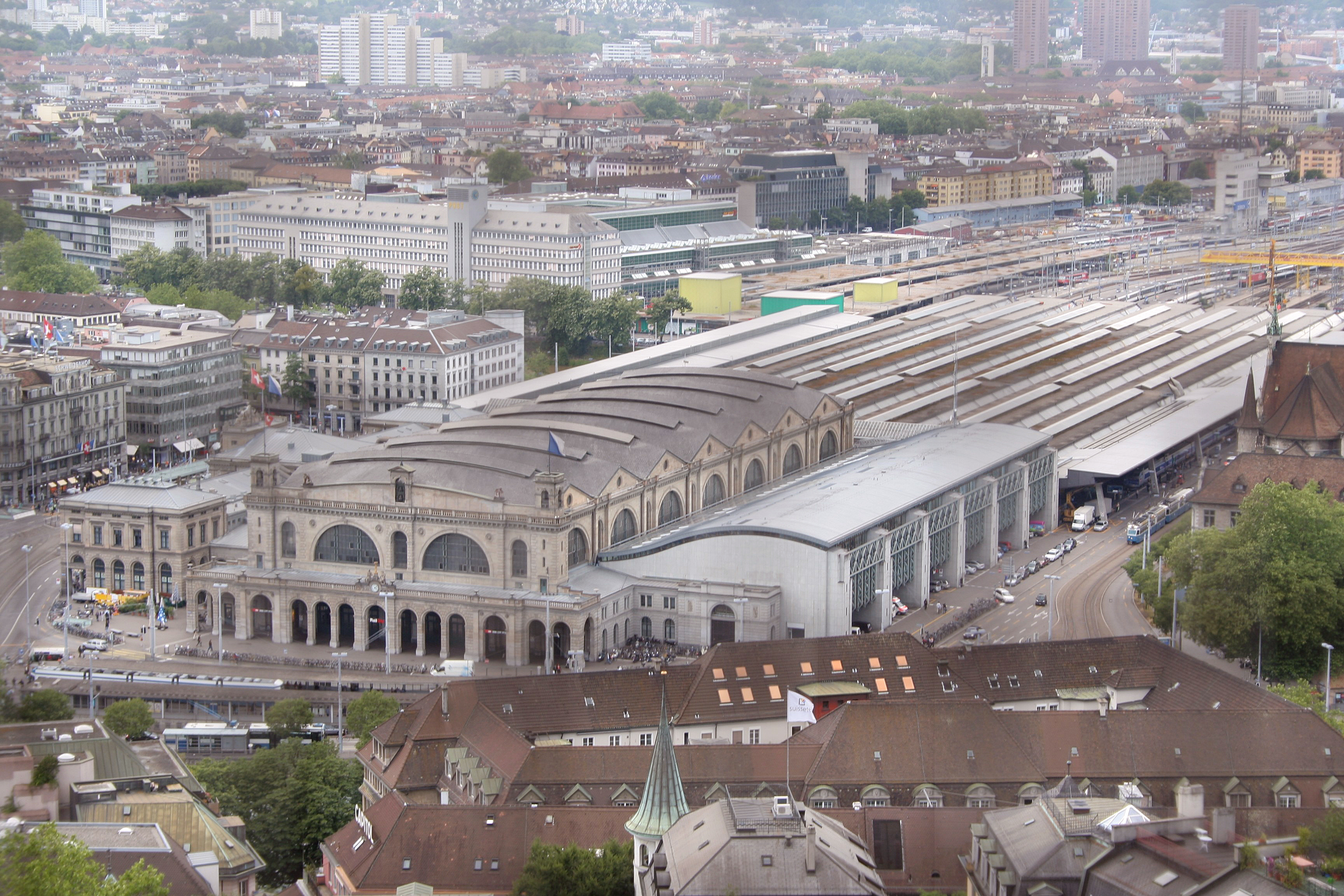
Zürich Hauptbahnhof

In Duitstalig Zwitserland gebruikt men net als in Duitsland en Oostenrijk de term Hauptbahnhof, afgekort HB. Het land telt drie centrale stations:
- Hauptbahnhof St. Gallen
- Winterthur Hauptbahnhof
- Zürich Hauptbahnhof